# Cot Pluh
Cot Pluh is een bestuurslaag in het regentschap Aceh Barat van de provincie Atjeh, Indonesië. Cot Pluh telt 417 inwoners (volkstelling 2010).